# Вероника даурская
Вероника даурская (лат. Veronica daurica) — многолетнее травянистое растение, вид рода Вероника (Veronica) семейства Подорожниковые (Plantaginaceae).

## Распространение и экология
Монголия (главным образом к северу от Керулена), Китай (к северо-востоку от озера Далай-Нур до Ляодунского залива), на севере КНДР и в южной части Корейского полуострова. На территории России растение встречается в Бурятии и Читинской области: от правобережья реки Селенги и верховьев Витима на восток, главным образом в бассейне Амура, в Приморье в южной половине.
Произрастает на остепнённых луговых откосах, в особенности по долинам рек. Вдоль дорог проникает в лиственничные леса, где растёт на открытых пространствах.

## Ботаническое описание
Корневища тонкие, мочковатые, короткие.
Стебли высотой 30—90 см, одиночные или по нескольку, прямые, крепкие, коротко опушённые простыми волосками, в верхней части с примесью железистых волосков.
Листья супротивные, продолговатые или треугольные, широколанцетные, длиной 5—11 см, шириной 12—13 см в наиболее широкой части, с черешком длиной около 1 см, у основания округлые или сердцевидные, более-менее глубоко и крупно разнозубчатые или пильчато-вырезанные, с широкими зубцами, густо и коротко железисто опушённые или с редкими волосками.
Цветки в конечных или супротивных боковых кистях, на опушённых короткими железистыми волосками цветоножках, равных или короче, чем узколинейные прицветники. Чашечка с четырьмя острыми, линейно-ланцетными, железисто-ресничатыми долями немного короче коробочки; венчики диаметром около 7 мм, белые или розовые, иногда тёмно-синие, отклонённые, с широким, почти правильным отгибом из четырёх яйцевидных тупых лопастей. Тычинки с крупными треугольно-продолговатыми пыльниками, превышают венчик, длиной 1,5—2,5 мм.
Коробочка округлая или обратносердцевидная и тогда с клиновидным основанием, длиной 2—4 мм, шириной 2—3 мм, более-менее выемчатая. Семена плоские, обратнояйцевидно-округлые, длиной 0,75—1 мм, с наибольшей шириной 0,5—0,75 мм вверху.
Цветёт в июле — августе.
Описан из Даурии.

## Таксономия
Вид Вероника даурская входит в род Вероника (Veronica) семейства Подорожниковые (Plantaginaceae) порядка Ясноткоцветные (Lamiales).
|  |                                      |  |                                                             |                                                             |                          |  | ещё 21 семейство (согласно Системе APG II) | ещё 21 семейство (согласно Системе APG II) |                       |  |  |  | ещё от 300 до 500 видов |
|  |                                      |  |                                                             |                                                             |                          |  | ещё 21 семейство (согласно Системе APG II) | ещё 21 семейство (согласно Системе APG II) |                       |  |  |  | ещё от 300 до 500 видов |
|  |                                      |  |                                                             | порядок Ясноткоцветные                                      |                          |  |                                            |                                            | род Вероника          |  |  |  |                         |
|  |                                      |  |                                                             | порядок Ясноткоцветные                                      |                          |  |                                            |                                            | род Вероника          |  |  |  |                         |
|  | отдел Цветковые, или Покрытосеменные |  |                                                             |                                                             | семейство Подорожниковые |  |                                            |                                            | вид Вероника даурская |  |  |  |                         |
|  | отдел Цветковые, или Покрытосеменные |  |                                                             |                                                             | семейство Подорожниковые |  |                                            |                                            |                       |  |  |  |                         |
|  |                                      |  | ещё 44 порядка цветковых растений (согласно Системе APG II) | ещё 44 порядка цветковых растений (согласно Системе APG II) |                          |  |                                            | ещё 90 родов                               | ещё 90 родов          |  |  |  |                         |
|  |                                      |  |                                                             | ещё 44 порядка цветковых растений (согласно Системе APG II) |                          |  |                                            |                                            | ещё 90 родов          |  |  |  |                         |